# Gilles De Saroléa
Gilles De Saroléa est un politicien et industriel liégeois, né en 1617 et décédé en 16 février 1695. C'est le premier représentant notable de la famille De Saroléa. L'essentiel de sa vie se passe à Cheratte où il exerça diverses charges et exploita une mine de charbon.

## Biographie
Il épouse Catherine de Piroulle (1624-1696), fille de Jacques Piroulle, mayeur de Cheratte. Le couple a 11 enfants, dont plusieurs seront notables dans la région.
Dès 1640, il est collecteur des aides et des tailles de Cheratte et greffier de la cour de justice locale.
Il est proposé comme mayeur de la cité, sans suite. En 1643, il achète le titre de seigneur de Cheratte, mis aux enchères. Cheratte devient ainsi un fief relevant de la Cour de Brabant, c'est-à-dire, à l'époque, de Philippe IV d'Espagne. Pour financer cet achat, il emprunte l'argent aux échevins de Liège, contre la mise en hypothèque de l'ensemble de ses biens à Cheratte.
La même année, il fait construire le château dit de Saroléa à Cheratte, où il exploite des mines de charbon.
En 1661, il participe à différentes négociations pour faire maintenir Cheratte sous l'autorité espagnole - et non hollandaise comme cela se dessinait. C'est l'objet de l'Acte de partage des Pays d'Outremeuse, signé à La Haye, le 26 décembre 1661.
En 1680, Gilles De Saroléa et Cheratte s'opposent justice à Herstal et Wandre au sujet les limites du territoire de Cheratte.
Gilles de Saroléa décède à Cheratte le 16 février 1695. Il est enterré trois jours plus tard, le 19 février 1695, dans un caveau aménagé devant l'autel principal de l'église de Cheratte et où son épouse le rejoindra en 1696.
Dans son testament signé le 8 avril 1688, il désigne comme son successeur, son fils Dieudonné Henri de Saroléa, fils de Gilles, baptisé à Cheratte le 22 février 1664.